# کوران سفلی
کوران سفلی، روستایی در دهستان دامن بخش دامن شهرستان ایرانشهر در استان سیستان و بلوچستان ایران است. این روستا، مرکز دهستان دامن است.

## جمعیت
بر پایه سرشماری عمومی نفوس و مسکن در سال ۱۳۹۵، جمعیت این روستا برابر با ۹۱۰ نفر (۲۴۶ خانوار) بوده‌است.